# NGC 5687
NGC 5687 ist eine 11,7 mag helle, linsenförmige Galaxie vom Hubble-Typ E-S0 im Sternbild Bärenhüter und etwa 102 Millionen Lichtjahre von der Milchstraße entfernt.
Sie wurde am 24. April 1789 von Wilhelm Herschel mit einem 18,7-Zoll-Spiegelteleskop entdeckt, der sie dabei mit „pB, S, iF, easily resolved, mixed with some pL stars, which may perhaps belong to it“ beschrieb.